# Banteln
Banteln er en tidligere by og kommune i det centrale Tyskland med godt 1.500 indbyggere (2012), beliggende under Landkreis Hildesheim i den sydlige del af delstaten Niedersachsen. 1. november 2016 blev Banteln og fire andre mindre kommuner sammenlagt med byen Gronau til kommunen Gronau (Leine). Den var del af amtet (Samtgemeinde) Gronau og ligger i Leinebergland øst for Naturpark Weserbergland Schaumburg-Hameln og gennemløbes af floden Leine. Den ligger syd for Elze og sydvest for Gronau. Mod syd findes højdedraget Külf, med udsigtstårnet Cölleturm.